# Анджелика Грейс
Анджели́ка Грейс (англ. Angelika Grays; 22 февраля 1992 года, Киев) — украинская порноактриса и модель ню.

## Карьера
В августе 2016 года впервые снялась в качестве эротической фотомодели. Дебютировала в порноиндустрии в 2018 году в возрасте 26 лет. В основном специализируется на сценах анального секса и двойного проникновения, но также принимает участие в съёмках сцен традиционного, лесбийского и межрасового секса. Снимается для множества различающихся по тематике студий, наиболее известными из которых являются 21Sextury, Evil Angel, MET-Art, Private, Video Marc Dorcel и Vixen Media Group.
Осенью 2019 года появилась на страницах американского журнала Hustler.
В августе 2019 года Анджелика была номинирована на премию XBIZ Europa Award в двух категориях: «Лучшая новая старлетка» и «Лучшая сцена секса — лесбийский фильм» (Bad Girls Lesbian Addiction). Через три месяца номинирована на AVN Awards в категории «Лучшая новая иностранная старлетка». В сентябре 2020 года номинирована на XBIZ Europa Award в категории «Лучшая исполнительница года», при этом став первой украинкой, номинированной в этой категории.
По состоянию на октябрь 2020 года, снялась в более чем 60 порнографических сценах и фильмах.
Владеет украинским, русским и английским языками.

## Награды и номинации
| Год  | Награда           | Результат | Категория | Фильм                                      |
| ---- | ----------------- | --------- | --- | ------------------------------------------ |
| 2019 | XBIZ Europa Award | Номинация | Лучшая новая старлетка | н/д                                        |
| 2019 | XBIZ Europa Award | Номинация | Лучшая сцена секса — лесбийский фильм (вместе с Амирой Адарой, Рэд Фокс и Тиффани Тейтум)                                                                           | Bad Girls Lesbian Addiction                |
| 2020 | AVN Award         | Номинация | Лучшая новая иностранная старлетка | н/д                                        |
| 2020 | Spank Bank Award  | Номинация | Downward Doggystyle | н/д                                        |
| 2020 | Spank Bank Award  | Номинация | Most Luscious Labia | н/д                                        |
| 2020 | XBIZ Europa Award | Номинация | Исполнительница года | н/д                                        |
| 2020 | XBIZ Europa Award | Номинация | Лучшая сцена секса — лесбийский фильм (вместе с Алексис Кристал и Клеа Готье)                                                                                       | Bad Girls: Lesbian Desires                 |
| 2021 | AVN Award         | Номинация | Иностранная исполнительница года | н/д                                        |
| 2021 | XBIZ Europa Award | Номинация | Исполнительница года | н/д                                        |
| 2021 | XBIZ Europa Award | Номинация | Лучшая сцена секса — лесбийский фильм (вместе с Николь Смит) | Blossoming Dreams                          |
| 2022 | AVN Award         | Номинация | Иностранная исполнительница года | н/д                                        |
| 2022 | AVN Award         | Номинация | Лучшая международная анальная сцена (вместе с Винсом Картером) | Cherry’s Anal Beauties — Scene 3           |
| 2022 | AVN Award         | Номинация | Лучшая международная сцена группового секса (вместе с Максимо Гарсией, Сашей Роуз и Шалиной Дивайн)                                                                 | Rocco’s Insatiable MILFs — Scene 4         |
| 2022 | XBIZ Europa Award | Номинация | Исполнительница года | н/д                                        |
| 2022 | XBIZ Europa Award | Номинация | Лучшая сцена секса — гламкор (вместе с Клеа Готье и Рики Манчини)                                                                                                   | A Trois ou Rien                            |
| 2022 | XBIZ Europa Award | Номинация | Лучшая сцена секса — гламкор (вместе с Джеком Рипфером) | Steal Away                                 |
| 2022 | XBIZ Europa Award | Номинация | Лучшая сцена секса — гонзо (вместе с Винсом Картером) | Anal Virtue 3                              |
| 2022 | XBIZ Europa Award | Номинация | Лучшая сцена секса — лесбийский фильм (вместе с Тиффани Тейтум) | Who Am I?                                  |
| 2023 | AVN Award         | Номинация | Лучшая международная анальная сцена (вместе с Марчелло Браво) | Wicked Games                               |
| 2023 | Venus Award       | Номинация | Лучшая исполнительница | н/д                                        |
| 2023 | XBIZ Europa Award | Номинация | Исполнительница года | н/д                                        |
| 2023 | XBIZ Europa Award | Номинация | Лучшая сцена секса — лесбийский фильм (вместе с Сельвой Лапьедрой)                                                                                                  | Turn On                                    |
| 2024 | XBIZ Europa Award | Номинация | Исполнительница года | н/д                                        |
| 2024 | XBIZ Europa Award | Номинация | Лучшая сцена секса — полнометражный/среднеметражный фильм (вместе с Кэтрин Найт, Мари Бергер, Потро де Бильбао и Хуаном Лучо)                                       | The Heiress 2                              |
| 2025 | AVN Award         | Номинация | Мейнстрим-предприятие года (вместе с Бритни Датч, Ванессой Хиллз, Китаной Льюр, Косом Девилзом, Лиа Лин, Марко Буллом, «Порно» Дэном Лилом, Уной Фейри и Элис Клэй) | «Untz Untz» (музыкальное видео Томми Кэша) |
| 2025 | XMA Europa Award  | Номинация | Лучшая сцена секса — виртуальная реальность (вместе с Лейлой Скарлетт, Мэтти Милой Перес, Натой Голд, Ником Россом и Шерри Кэндл)                                   | Jingle Balls                               |

## Избранная фильмография
- 2019 — Bad Girls Lesbian Addiction[21]
- 2019 — Lesbian Stories 4
- 2019 — Reflections
- 2019 — Rocco’s True Stories 2
- 2020 — A Tender Kiss
- 2020 — Bad Girls: Lesbian Desires
- 2020 — Erotic Awakening 2
- 2020 — Hard Orgasm
- 2020 — Rocco: Pure Fitness[22]
- 2020 — The Way Girls Play